# 2070 Humason
2070 Humason è un asteroide della fascia principale. Scoperto nel 1964, presenta un'orbita caratterizzata da un semiasse maggiore pari a 2,2500774 au e da un'eccentricità di 0,1546555, inclinata di 2,75237° rispetto all'eclittica.
L'asteroide è dedicato all'astronomo statunitense Milton Lasell Humason.
Nel 2019 ne è stata ipotizzata la probabile natura binaria,senza tuttavia assegnare un nome pur provvisorio al satellite. Le due componenti del sistema, distanti tra loro 17 km, avrebbero dimensioni di circa 4,37 e 1,35 km. Il satellite orbiterebbe attorno al corpo principale in 2,229 giorni.